# Mercy Eke
Mercy Eke (Estado de Imo, 29 de septiembre de 1993) es una actriz nigeriana.

## Biografía
Graduada en 2014 de la Universidad del Estado de Imo, Eke logró repercusión en su país luego de aparecer en algunos vídeos musicales de artistas como Davido y MC Galaxy. En octubre de 2019 ganó el certamen televisivo Big Brother Naija en su cuarta temporada, convirtiéndose en la primera mujer en hacerlo. El 14 de marzo de 2020 recibió un premio Africa Magic Viewers' Choice Award y registró una aparición en la película Fate of Alakada.

## Filmografía
| Año  | Título          | Papel       | Notas                     |
| ---- | --------------- | ----------- | ------------------------- |
| 2019 | Big Brother 4   | Concursante | Programa de telerrealidad |
| 2020 | Fate of Alakada |             |                           |

### Vídeoclips
| Año  | Título      | Artista         |
| ---- | ----------- | --------------- |
| 2017 | "Baby Mama" | Ichaba y Davido |
| 2017 | "Nawo Nawo" | Airboy          |
| 2019 | "Ije Ego"   | MC Galaxy       |
| 2020 | "Take It"   | Rudeboy         |